# Candler County
Candler County är ett administrativt område i delstaten Georgia, USA. År 2010 hade countyt 10 998 invånare. med 10 998 invånare. Den administrativa huvudorten (county seat) är Metter. 

## Geografi
Enligt United States Census Bureau har countyt en total area på 644 km². 639 km² av den arean är land och 5 km² är vatten.

### Angränsande countyn
- Bulloch County - öst
- Evans County - sydost
- Tattnall County - söder
- Emanuel County - nordväst